# Pseudothyone serrifera
Pseudothyone serrifera is een zeekomkommer uit de familie Sclerodactylidae.
De wetenschappelijke naam van de soort werd in 1898 gepubliceerd door Hjalmar Östergren.